# 图阿尔赛-布伊尔德鲁
图阿尔赛-布伊尔德鲁（法語：Thouarsais-Bouildroux，法語發音：[twaʁsɛ bwildʁu]）是法国卢瓦尔河地区大区旺代省的一个旧市镇，属于丰特奈勒孔特区。其于1827年由原市镇图阿尔赛（Thouarsais）和布伊尔德鲁（Bouildroux）合并而成。2024年1月1日，其与邻近的2个市镇合并为新市镇里沃迪富日赖，并成为新市镇行政中心。

## 地理
图阿尔赛-布伊尔德鲁（46°37'9"N, 0°52'49"W）面积17.37 平方千米，位于法国卢瓦尔河地区大区旺代省，该省份为法国西部沿海省份，北起大西洋卢瓦尔省和曼恩-卢瓦尔省，西临大西洋，南至滨海夏朗德省，东部及东南部与德塞夫勒省接壤。
与图阿尔赛-布伊尔德鲁接壤的市镇（或旧市镇、城区）包括：巴佐日昂帕雷、拉卡耶尔-圣伊莱尔、瑟宰、圣西尔德加、圣洛朗德拉萨勒、圣莫里斯勒日拉尔、圣叙尔皮斯昂帕雷。
图阿尔赛-布伊尔德鲁的时区为UTC+01:00、UTC+02:00（夏令时）。

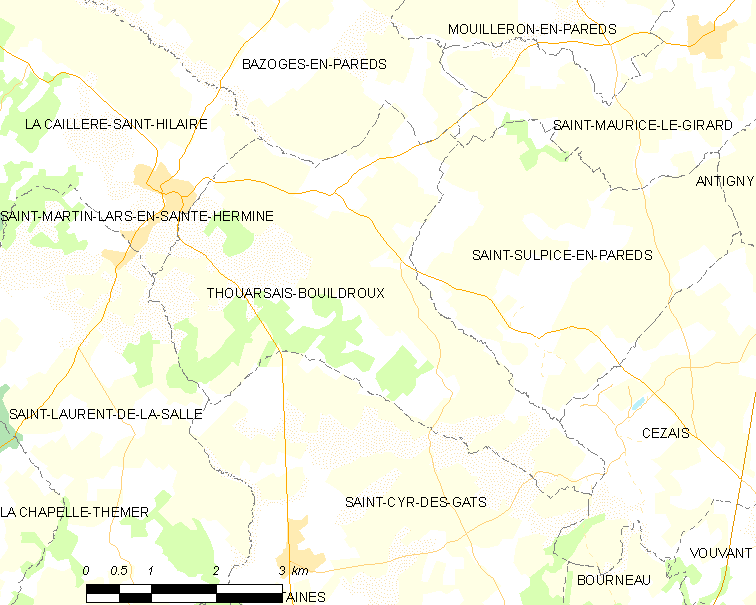
图阿尔赛-布伊尔德鲁的OSM定位图

## 行政
图阿尔赛-布伊尔德鲁的邮政编码为85410，INSEE市镇编码为85292。

## 政治
图阿尔赛-布伊尔德鲁所属的省级选区为拉沙泰涅赖县。

## 人口

1962-2008年间图阿尔赛-布伊尔德鲁人口变化图示

图阿尔赛-布伊尔德鲁于2020年1月1日时的人口数量为778人。